# Chumphon (stad)
Chumphon (Thais: ชุมพร) is een stad in Zuid-Thailand. Chumphon is hoofdstad van de provincie Chumphon en het district Chumphon. De stad telde in 2000 bij de volkstelling 48.544 inwoners.

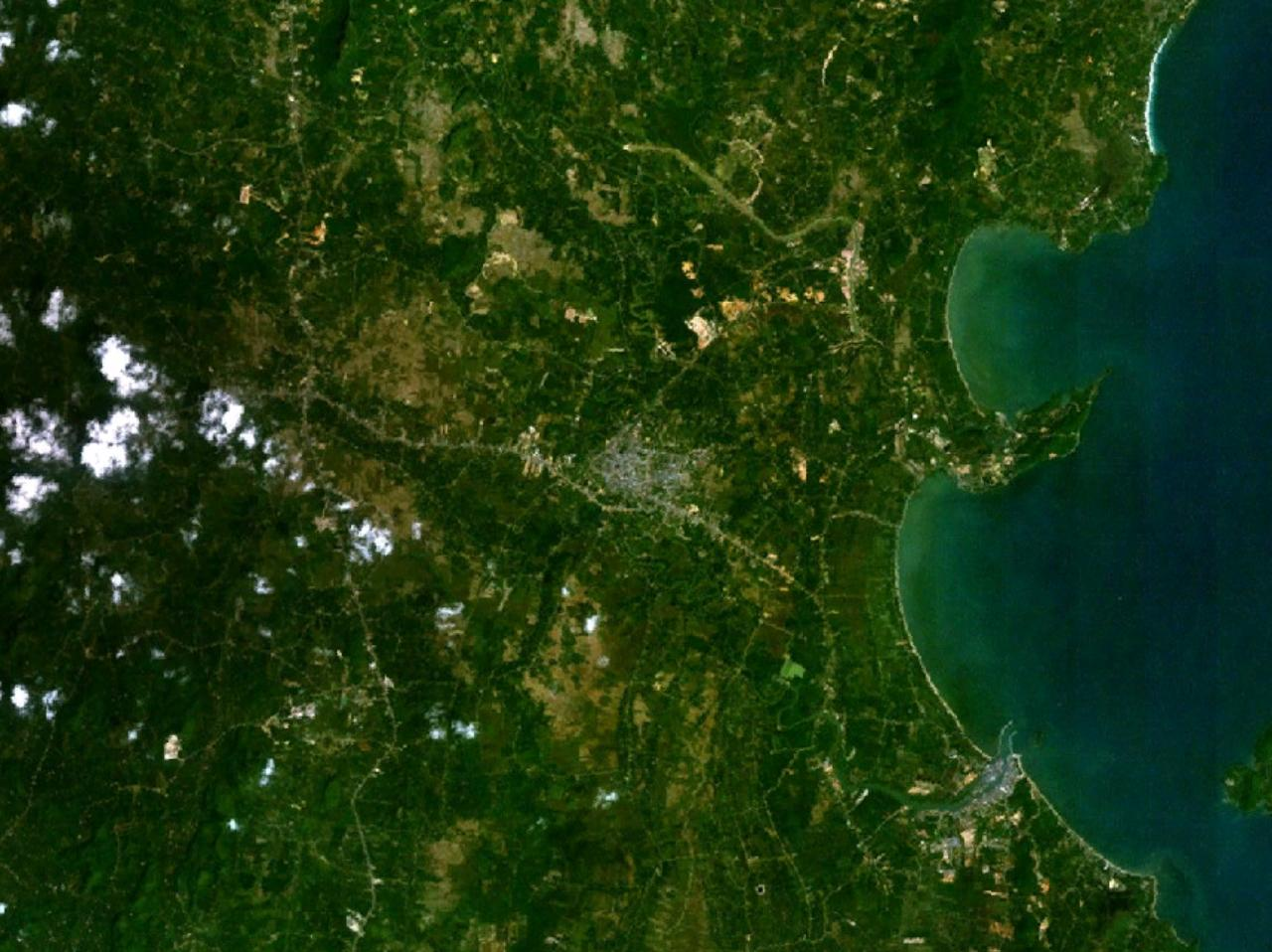
Satellietfoto van Chumphon en omgeving